# Krotoszyn
Pour les articles homonymes, voir Krotoszyn (homonymie).
Krotoszyn (prononciation : [krɔˈtɔʂɨn], en allemand : Krotoschin) est une ville de la voïvodie de Grande-Pologne et du powiat de Krotoszyn.
Elle est située à environ 88 km au sud-est de Poznań, capitale de la voïvodie de Grande-Pologne.
Elle est le siège administratif de la gmina de Krotoszyn et du powiat de Krotoszyn.
Elle s'étend sur 23 km2

## Géographie

Plan de la ville.

La ville de Krotoszyn est située au sud de la voïvodie de Grande-Pologne, à proximité de celle de Basse-Silésie. Krotoszyn est située dans un paysage à la limite entre les plaines de la Grande-Pologne et les moyennes collines de la Silésie.

La ville possède une superficie de 23 km2, et est située à une altitude entre 130 mètres et 140 mètres.
La ville est localisée à environ 88 km au sud-est de Poznań, la capitale régionale.

## Histoire
Krotoszyn a reçu ses droits de ville en 1415. Après les partages de la Pologne, Krotoszyn passa sous domination prussienne et faisait partie de l'arrondissement de Krotoschin de la province de Posnanie. De 1975 à 1998, la ville faisait partie du territoire de la voïvodie de Kalisz. Depuis 1999, la ville fait partie du territoire de la voïvodie de Grande-Pologne.

## Monuments
- l'hôtel de ville, construit au milieu en 1689 mais détruit par un incendie en 1774 ; l'édifice actuel date de 1898 - 1899 ;
- l'église paroissiale gothique saint Jean Baptiste, construit entre 1592 et 1597 ;
- l'église en bois saint Fabien, saint Roch et saint Sébastien, construite en 1572, rénovée au XIXe siècle ;
- le monastère baroque de l'Ordre des Trinitaires, construit en 1733, ainsi que son église de style baroque tardif saint Pierre et saint Paul, construite entre 1766 et 1772 ;
- l'église en bois sainte Marie Madeleine, construite en 1755 ;
- l'église saint André Bobola, construite au XIXe siècle.

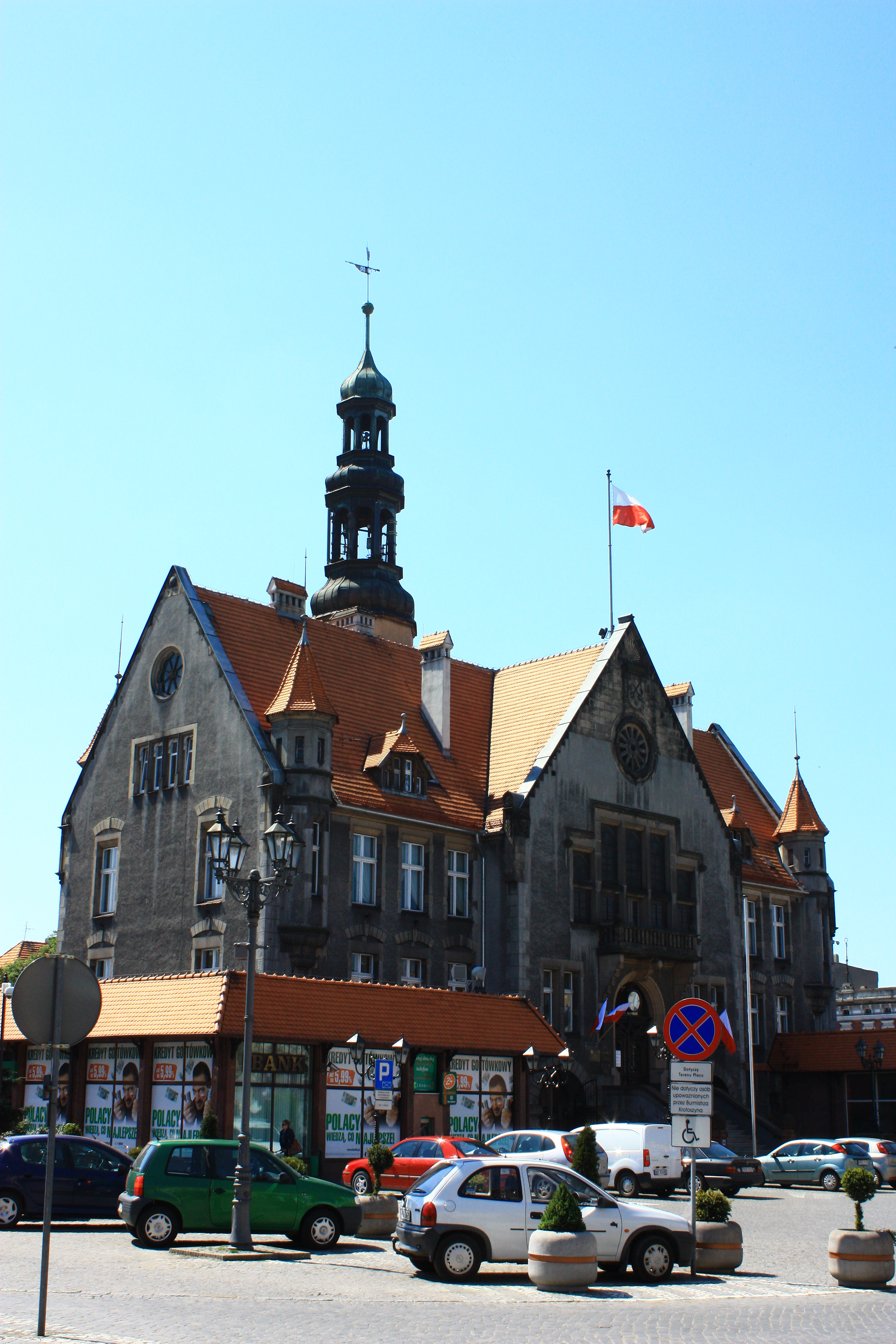
L'hôtel de ville.
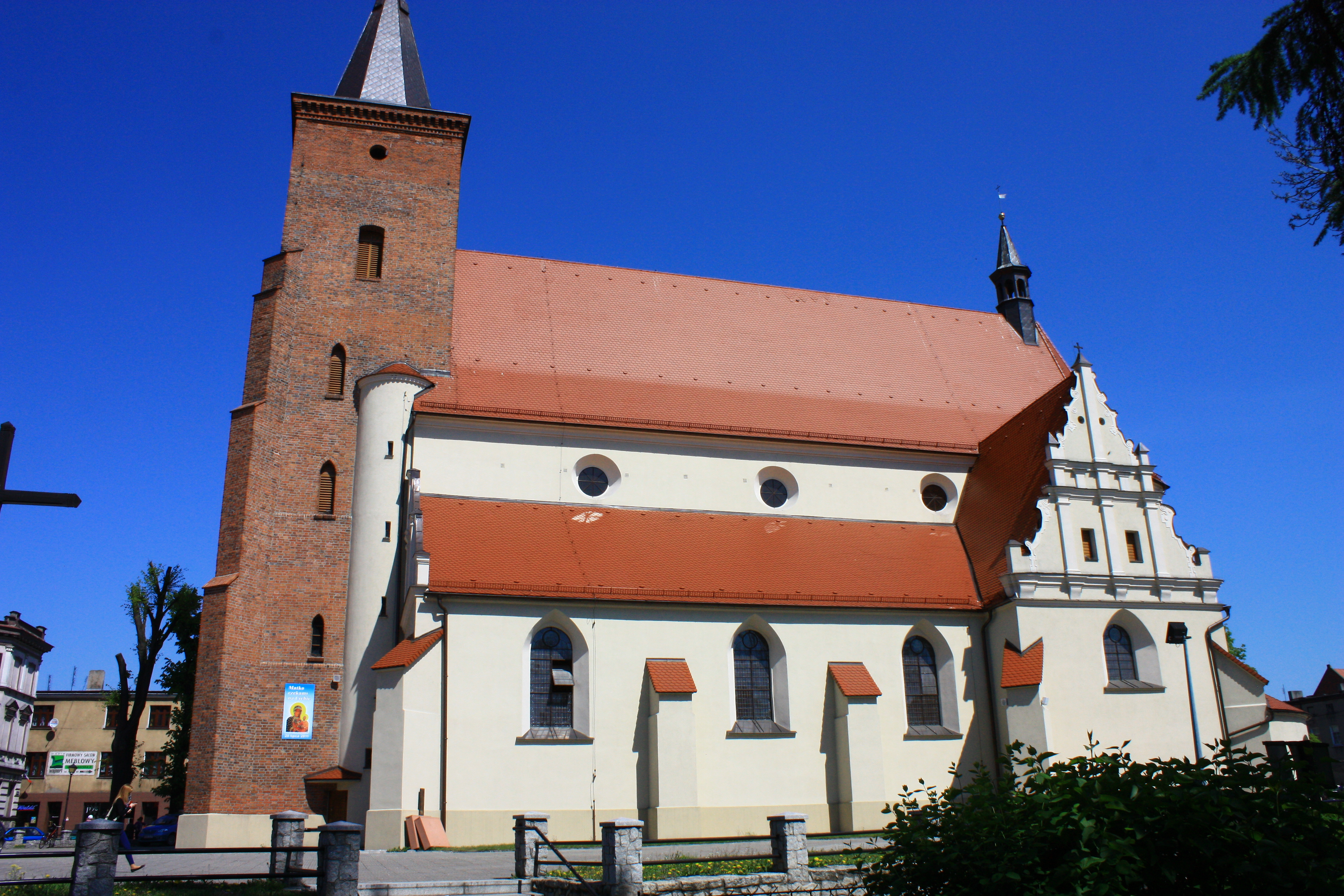
L'église saint Jean Baptiste.
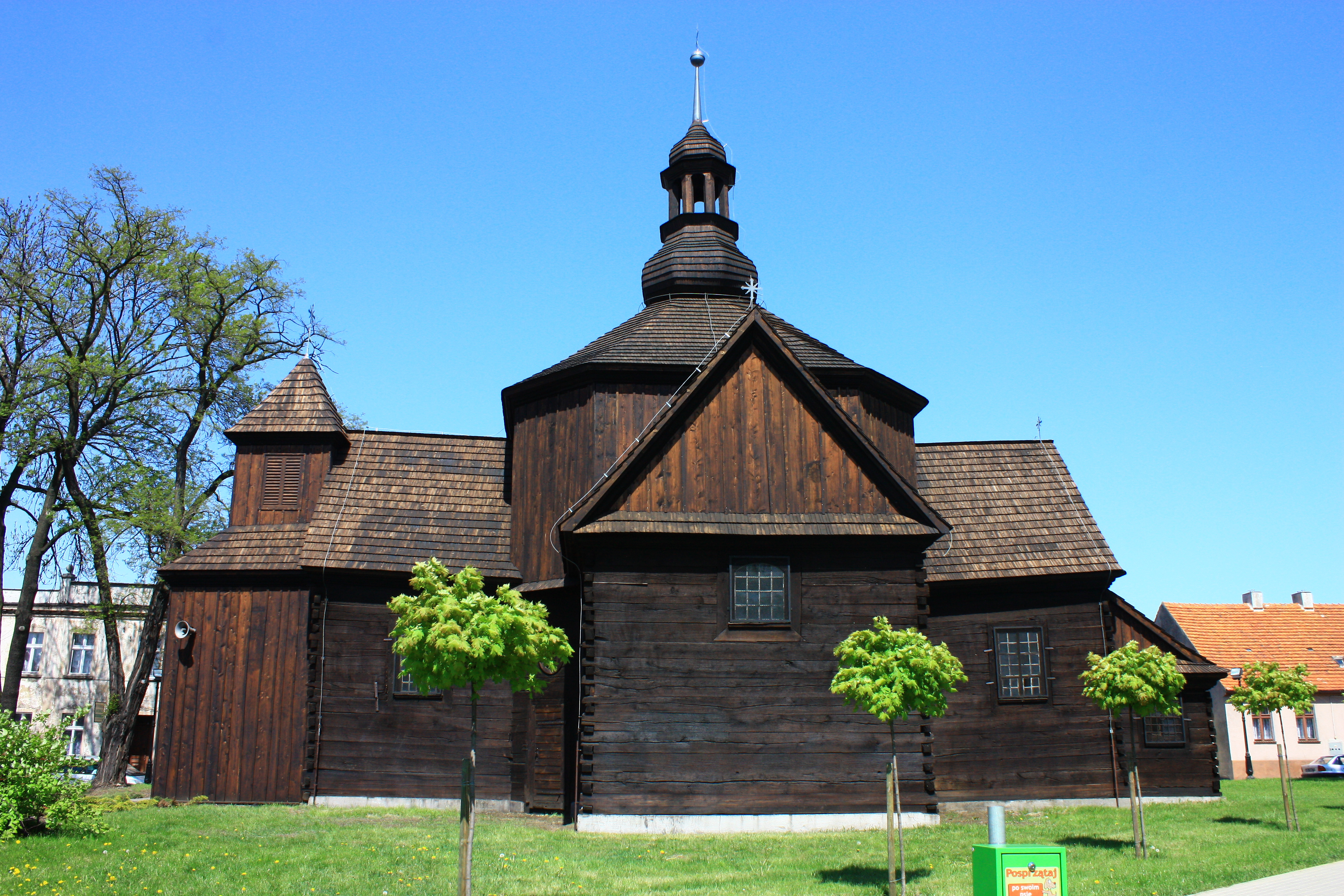
L'église en bois saint Fabien, saint Roch et saint Sébastien.
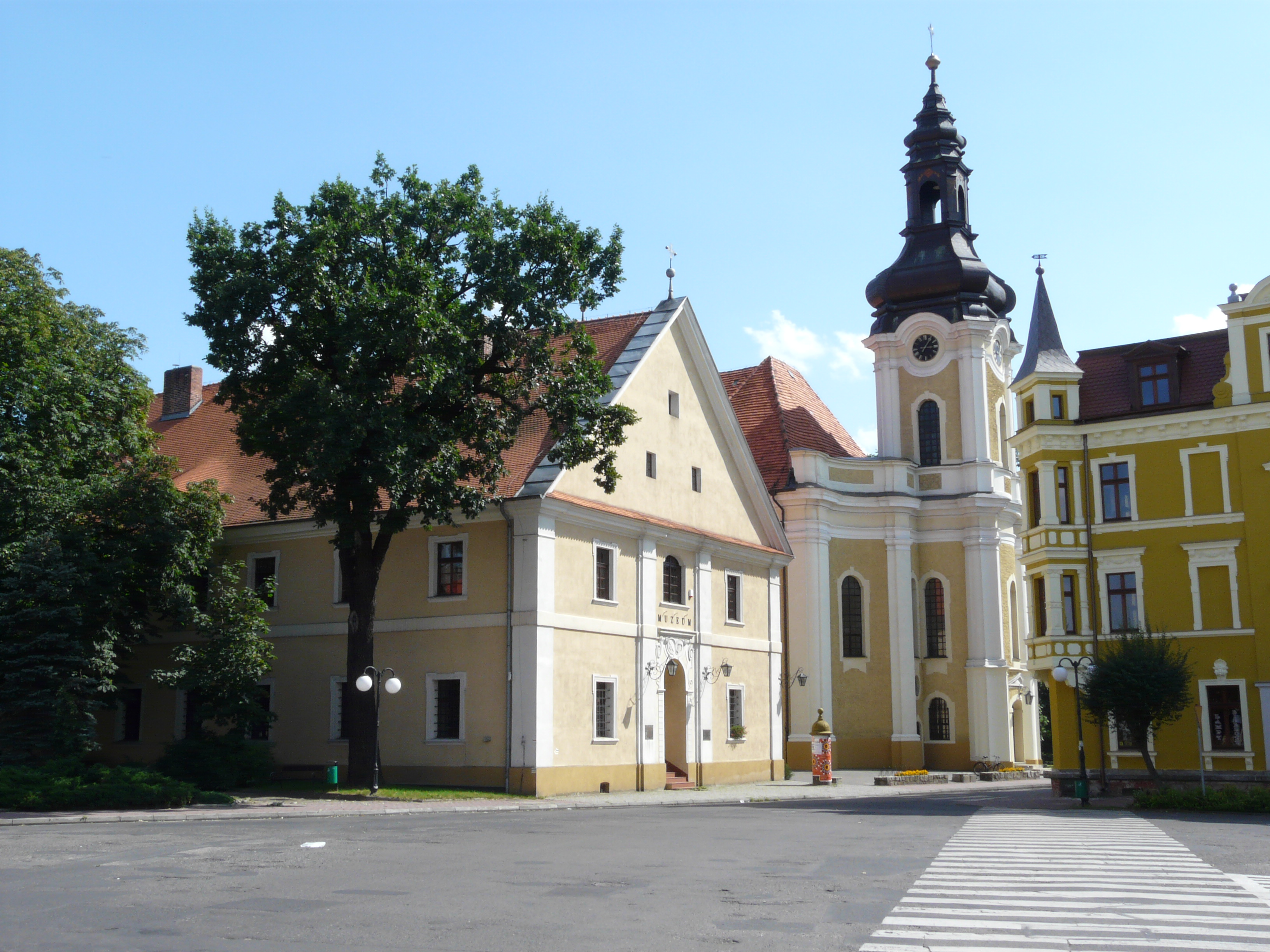
Le monastère, et l'église saint Pierre et saint Paul.
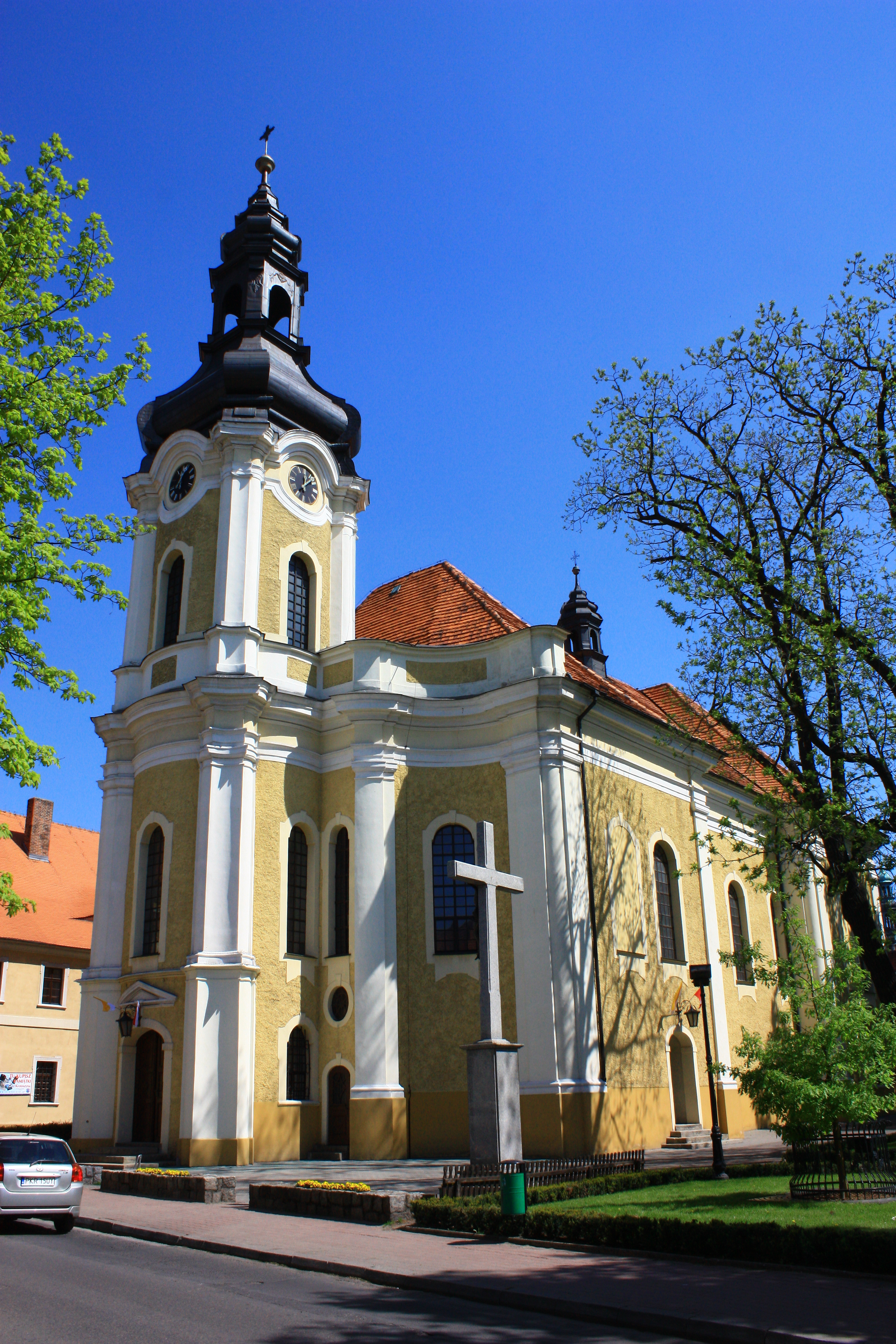
Détail de l'église saint Pierre et saint Paul.
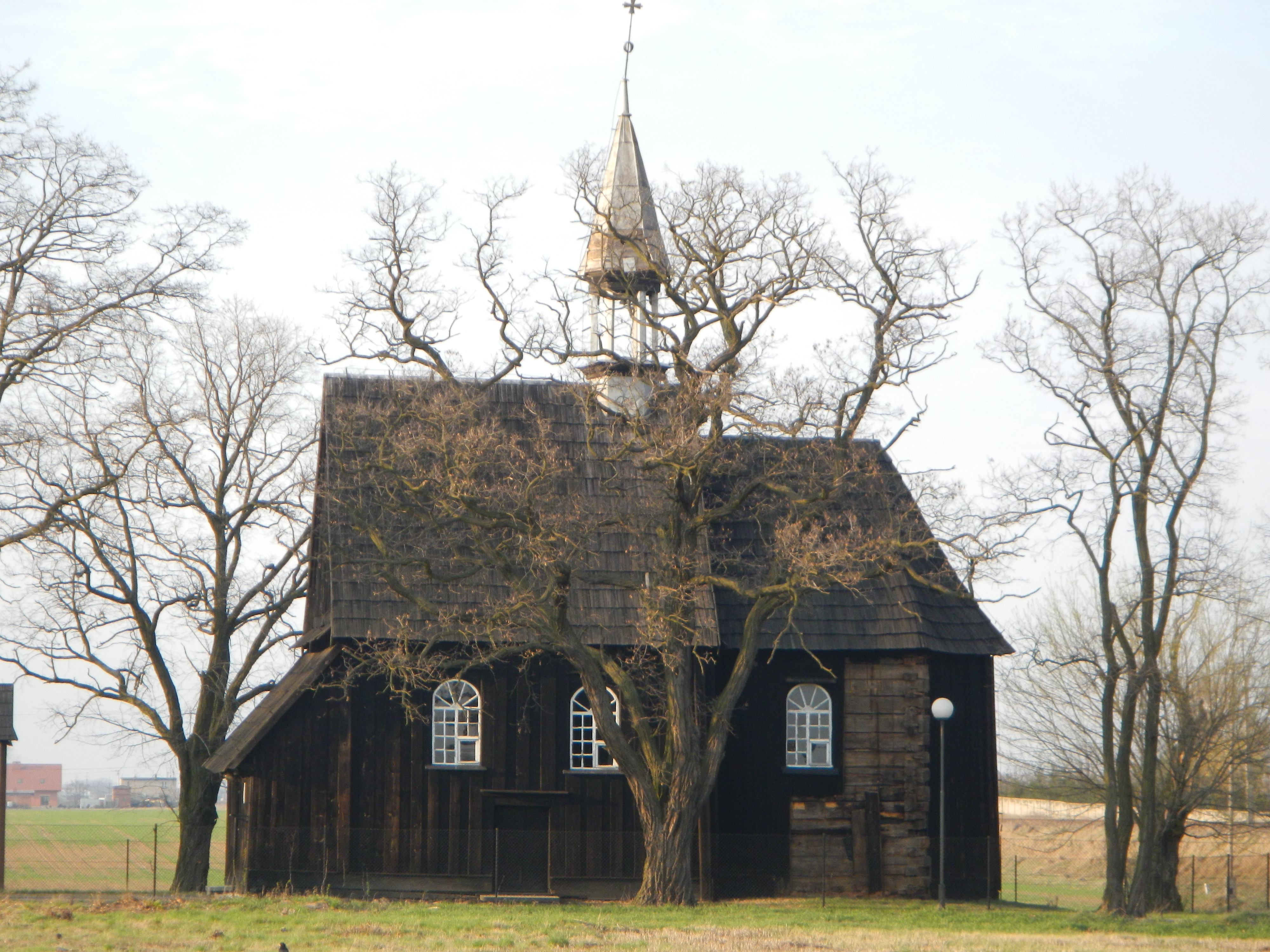
L'église en bois sainte Marie Madeleine.
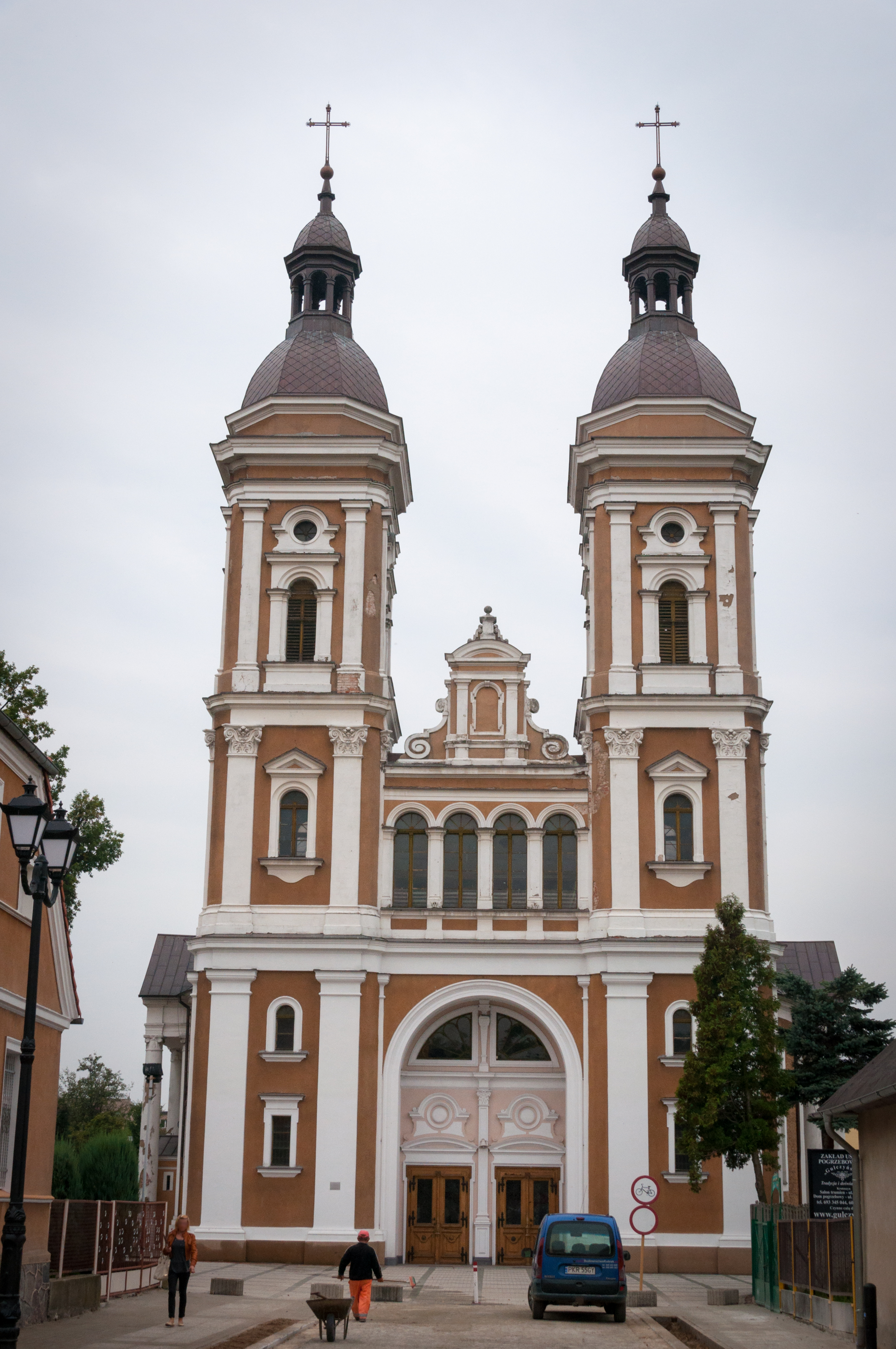
L'église saint André Bobola.

## Voies de communication
La ville est traversée par les routes nationales polonaise 15 (de) (qui relie Trzebnica à Ostróda) et 36 (qui relie Ostrów Wielkopolski à Prochowice), ainsi que par la route voïvodale 444 (de) (qui relie Krotoszyn à Ostrzeszów).

Les lignes ferroviaires polonaises no 14 Tuplice - Leszno - Krotoszyn Ostrów Wielkopolski - Kalisz - Łódź et no 281 Oleśnica - Krotoszyn - Jarocin - Gniezno - Chojnice passent également par la ville.

## Jumelages
- Fontenay-le-Comte (France) depuis 1994
- Bucak (Burdur) (Turquie) depuis 2007
- Brummen (Pays-Bas) depuis 1989
- Maišiagala (en) (Lituanie) depuis 1992
- Dierdorf (Allemagne) depuis 1997

## Personnalités liées à la ville
- Adolph Goeden (de) (1810-1888), homme politique.
- Theodor Kullak (1818-1882), pianiste, compositeur et professeur de musique né à Krotoszyn.
- Marian Langiewicz, patriote polonais né à Krotoszyn en 1827. Il a participé à l'insurrection polonaise de 1861/1864
- Olivier Janiak (pl), présentateur de télévision
- Maciej Paterski, coureur cycliste polonais